# Slayer (Computerspiel)
Slayer ist ein Action-Rollenspiel des Entwicklerstudios Lion Entertainment. Das Ende 1994 für die Spielkonsole 3DO veröffentlichte Spiel basiert auf dem Rollenspiel-Regelwerk Advanced Dungeons & Dragons. Es erschien im Vertrieb des amerikanischen Publishers SSI. 1995 erschien ein Nachfolger mit dem Titel Deathkeep.

## Spielprinzip
Slayer ist ein aus der Egoperspektive präsentierter 3D-Dungeon-Crawler. Der Spieler erstellt sich zu Beginn eines Spiels einen eigenen Charakter, wobei er zwischen Rasse, Klasse und Charakterzügen wählen kann, während alle weiteren Attribute vom Computer zufällig festgelegt werden. Alternativ kann er auch aus einer Reihe vorgenerierter Charaktere oder einem bereits zuvor selbsterstellten Charakter wählen. Nach der Einstellung gewisser Schwierigkeitsparameter wie der Anzahl der Level, Monster und Extras generiert das Programm nach einem Zufallsalgorithmus einen Dungeon, den der Spieler mit seiner Figur erkunden kann. Kämpfe gegen feindliche Kreaturen werden in Echtzeit geführt. Den Abschluss bildet immer ein Level mit einem Bossgegner. Das Spiel kann jederzeit gespeichert werden, es existiert jedoch nur ein Speicherslot.

## Rezeption
Die Bewertungen von Slayer gingen stark auseinander. Tetsuhiko Hara von der Video Games vermisste typische Rollenspiel-Spielelemente wie versteckte Räume und Gegenstände, Gespräche mit Tippgebern oder Rätseleinlagen. Trotz der von SSI beworbenen vier Milliarden Dungeonvarianten seien diese zu einfach aufgebaut und würden sich ähneln: „Auch das Spielsystem wirkt trivial und erinnert eher an einen, zwar grafisch beeindruckenden, doch mißglückten Versuch, ein Action-Rollenspiel zu fabrizieren, das in einer völlig stumpfsinnigen und unmotivierenden Monsterjagd ausartet.“ Hara vergab eine Spielspaßwertung von 52 %. Wesentlich positiver war die Wertung des US-Magazins GamePro, die das Spielprinzip mit Wolfenstein 3D verglich und 90 % vergab.
Rückblickend wurde das Spiel meist negativ bewertet. Allen Rausch von Gamespy bezeichnete Slayer als Kopie von Dungeon Hack, auch wenn es in der überschaubaren Spielebibliothek für den 3DO zu den besseren Titeln gehöre. Laut Matt Barton von Gamasutra sei der Titel „jämmerlich“, ebenso wie sein Nachfolger Deathkeep, und Anlass für TSR, das Lizenzabkommen mit SSI nicht mehr zu verlängern.